# 매봉산 (경남)
매봉산(妹峰山, 鷹峰山)은 대한민국 경상남도 밀양시 삼랑진읍 송지리 신천마을과 삼랑리(낙동)에 걸쳐 있는 높이 283.7m의 산이다. 만어산, 구천산, 금오산, 천태산 등 삼랑진을 에워싸고 있는 다른 산에 비하면 나지막하지만 삼랑진 관내 학교 교가에 빠지지 않고 들어갈 만큼 삼랑진을 상징하는 산이라 할 수 있다.

## 유래
매가 날개를 펴고 앉아 있는 모양과 같다고 하여 매봉산이라 한다. 한자 표기시 '매'에 해당하는 마땅한 한자가 없어 차음하여 '妹'로 나타내기도 하고, 뜻을 따라 '鷹'자로 표기하기도 한다. 옛날에 푸른 소나무가 울창하여 삼랑진 팔경 가운데 하나로 매봉창송을 들었다고 하며, 달리 '뫼봉산'으로도 부른다.

## 같이 보기
- 한국의 산